# Blepisanis ochraceipennis
Blepisanis ochraceipennis là một loài bọ cánh cứng trong họ Cerambycidae.